# 内村友輔
内村友輔（うちむら ゆうすけ、文政4年4月5日〈1821年5月6日〉 - 明治34年（1901年）5月22日）は、江戸時代末期から明治初期にかけての漢学者、教育者。名は篤棐で字は子輔。通称は与三郎、友輔。鱸香と号する。

## 生涯
1821年、出雲国松江の油屋の三男として生まれる。幼時より読書を好み、家業を手伝いながら父の監視の目をくぐりつつ学業を続けたという。24歳の時に京都へ出て貫名海屋の門に入り、さらに大阪で篠崎小竹に学び、30歳の頃に江戸に行き、商人の身分で昌平黌への入学を許された。当時の教授は佐藤一斎と安積艮斎などで、学友としては重野成斎・岡鹿門・中村敬宇が挙げられる。当時の志士である松本奎堂・松林飯山と交わり、水戸学の影響を受ける。一度は松江に帰藩するが用いられず、大阪で私塾を開き、かなりの成績を上げた。この時の生徒の一人が、後の松本幹一（晩翠）である。
明治維新後、尊王論を主張してきたために重く用いられ、譜代の身分を与えられて藩主松平定安の侍講に進み、藩学・修道館の教授となる。廃藩置県後は松江に戻り、西茶町に私塾・相長舎を開き、その全盛期である1877年（明治10年）から1887年（明治20年）頃までに200人近くの生徒を教えたという。教材としては会沢正志斎の『新論』や藤田東湖の『弘道館記述義』を用いた。その時期の生徒に、梅謙次郎・若槻禮次郎・岸清一・二葉亭四迷がいる。それと並行し、1876年（明治9年）から1886年（明治19年）まで、松江変則中学と教官伝習校（師範学校）の有力な教授として活躍した。享年81。

## 人物
彼の言葉に「来る人だけ教えて、あとは自分の読たき本を読み何卒棺を蓋へ候迄は、不已勉強と相楽しみ候」というのがある。仕官も出稽古も嫌い、42歳まで妻帯もしなかった鱸香は、地方の子弟の教育に一生を捧げて悔いなかったようだ。東京の旧友にしばしば自分の日常生活や感懐を漢詩にして示し、彼らの賞賛を得た。鱸香の還暦の祝いには、中村敬宇・重野成斎・川田甕江・大沼枕山・森春涛・成島柳北など、当時の名士が詩を寄せている。

## 参考
- 桑原羊次郎『勤王儒者 内村鱸香先生』（1939年）
- 谷口廻瀾『島根儒林伝』（1940年）
- 中村光夫『二葉亭四迷伝』（1958年）